# 徐理
徐理（？—1408年），河南行省汝寧府西平縣（今河南省西平縣）人，明朝軍事將領，武康伯。
洪武年間，徐理擔任永清中護衛指揮僉事，改營州衛。靖難之役時，投降燕軍，并任右軍副將，屢出戰功。朱棣襲擊滄州的時候，徐理與陳旭在直沽造浮橋，以援助燕軍。之後累任都指揮僉事。永樂年間，封武康伯，守衛北平。永樂六年去世。